# Lipotriches melanosoma
Lipotriches melanosoma är en biart som först beskrevs av Raymond Benoist 1964.  Lipotriches melanosoma ingår i släktet Lipotriches och familjen vägbin. Inga underarter finns listade i Catalogue of Life.